# Diócesis de Kilfenora
La diócesis de Kilfenora (en latín: Dioecesis Fenaborensis, en inglés: Roman Catholic Diocese of Kilfenora y en irlandés: Deoise Chill Fhionnúrach) es una circunscripción eclesiástica de la Iglesia católica en la República de Irlanda. Se trata de una diócesis latina, sufragánea de la arquidiócesis de Cashel y Emly. Desde el 5 de junio de 1883 se encuentra en administración apostólica perpetua de los obispos de la diócesis de Galway y Kilmacduagh, a la que se encuentra de hecho integrada como un decanato. Desde el 11 de febrero de 2022 su administrador apostólico es el obispo Michael Gerard Duignan.

## Territorio y organización

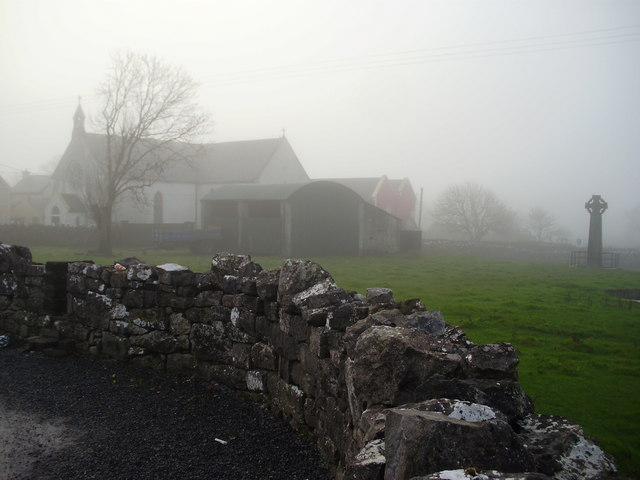
Actual iglesia parroquial de San Fachnan, en Kilfenora

La diócesis extiende su jurisdicción sobre los fieles católicos de rito latino residentes en la parte septentrional del condado de Clare. 
La sede de la diócesis se encontraba en la ciudad de Kilfenora, en donde se hallan las ruinas de la Catedral de San Fachnan, que pasó a la Iglesia de Irlanda durante la Reforma anglicana y quedó en ruinas, aunque desde 1837 una parte de ella fue acondicionada como iglesia parroquial y es ocacionalmente usada para el culto anglicano. La actual iglesia parroquial católica de San Fachnan, construida circa 1837 en Kilfenora, no tiene el título de catedral.
En la diócesis existen 6 parroquias, que de hecho constituyen uno de los decanatos de la diócesis de Galway y Kilmacduagh: Ballyvaughan, Carron y New Quay, Ennistymon y Lahinch, Kilfenora, Liscannor y Moymore, y Lisdoonvarna y Kilshanny.

## Historia
La abadía nullius de Kilfenora comprendía toda la baronía de Corcomroe, por cuyo nombre también se la conocía. Sus orígenes se derivan del monasterio de Fenabore o Cellumabrach, fundado en el siglo VII por san Fachnan, quien tradicionalmente se consideraba el primer obispo de la diócesis. Posteriormente, la sede fue gobernada por abades, que no eran necesariamente obispos consagrados, como era habitual en el monaquismo irlandés.
La diócesis no se menciona en el Sínodo de Ráth Breasail de 1111; se encuentra en cambio en el Sínodo de Kells de 1152, que la erigió como sufragánea de la arquidiócesis de Cashel.
No se conoce el nombre de ningún obispo antes de mediados del siglo XIII. Muchos de los obispos hasta finales de la Edad Media eran de origen irlandés y no anglo-normando, como muchas de las diócesis de la época. La primera mención de un cabildo de canónigos data de 1264.
En 1541 el obispo John O'Neylan fue nombrado por el papa Paulo III, pero atravesó el reinado cismático del Enrique VIII, el protestante de Eduardo VI, el católico de María I y falleció en el cargo en 1572 cuando reinaba la reina protestante Isabel I cuando la Reforma anglicana se hallaba ya afirmada, debió adherir sucesivamente a uno y otro bando. Tras su muerte la diócesis experimentó un período de crisis y estuvo vacante hasta que Daniel Gryphaeus fue nombrado vicario general en 1629 y vicario apostólico por breve papal el 1 de abril de 1631. Desde 1647 tuvo nuevamente un obispo.
En la sucesión anglicana en 1606 el obispo de Limerick, Bernard Adams, recibió in commendam la sede de Kilfenora, y la sucesión fue restaurada en 1617. Desde 1661 fue parte de varias diócesis sucesivamente hasta que desde 1976 forma parte de la diócesis de Limerick y Killaloe de la Iglesia de Irlanda.
El 12 de noviembre de 1750 Kilfenora fue unida a la diócesis de Kilmacduagh debido a los bajos ingresos de estas dos sedes. En ese momento Kilfenora comprendía solo 6 o 7 parroquias y Kilmacduagh 8 o 9. Sin embargo, dado que la diócesis de Kilmacduagh pertenecía a una provincia eclesiástica diferente (la de la arquidiócesis de Tuam), no se realizó la unión completa de las dos sedes y se estableció que los obispos llevarían alternativamente el título de Kilmacduagh y serían administradores apostólicos de Kilfenora o llevarían el título de Kilfenora y serían administradores apostólicos de Kilmacduagh. La alternancia se cumplío hasta el nombramiento de Edmond French el 24 de agosto de 1824 como obispo de Kilmacduagh y administrador apostólico de Kilfenora, continuando así con sus sucesores.
En 1834 se estimó que la diócesis de Kilfenora tenía 36 135 fieles. En 1861, debido a la emigración, la población católica se redujo a 22 789 con 8 parroquias.
El 31 de agosto de 1866, John McEvilly, obispo de Galway, fue nombrado administrador apostólico de las diócesis unidas de Kilfenora y Kilmacduagh y retuvo el cargo cuando el 7 de noviembre de 1881 pasó a ser arzobispo de Tuam.
El 5 de junio de 1883, mediante el breve Ecclesiae Tuamensis del papa León XIII, se disolvió la unión de las diócesis de Kilfenora y Kilmacduagh: esta última se unió a Galway erigiéndose la diócesis de Galway y Kilmacduagh, mientras que Kilfenora se dio en perpetua administración a los obispos de esta nueva diócesis. Finalmente, se convirtió de hecho en un decanato integrado en la diócesis de Galway y Kilmacduagh.

## Episcopologio

### Obispos de Kilfenora
- San Fachnan † (siglo VII)
- Anónimo † (mencionado en 1172)
- F. † (mencionado en 1205)
- John † (mencionado en 1224)
- Christian † (?-antes de diciembre de 1255 falleció)
- Anónimo † (?-28 de febrero de 1264 falleció)
- Maurice † (1265-1273 falleció)
- Florence O'Tigernach, O.Cist. † (1273-1281 falleció)
- Charles † (1281-?)
- Congall O'Loghlan † (?-1300 falleció)[nota 1]
- Simon O'Currin † (?-antes de diciembre de 1302 falleció)
- Maurice O'Brien † (1303-1321 falleció)
- Richard O'Loghlan † (1323-13 de febrero de 1359 falleció)
- Denis † (?-1371 falleció)
- Henry † (6 de octubre de 1372-?)
- Cornelius † (?-circa 1389 falleció)
- Patrick † (28 de febrero de 1390-después de 1394 falleció)
- Felim O'Loghlan † (15 de enero de 1421-? falleció)
- Fergall † (7 de agosto de 1433-?)
- Denis O'Conmhaigh † (17 de noviembre de 1434-? falleció)
- John Greny, C.R.S.A. † (19 de marzo de 1447-?)
- Denis O'Cahan † (?-21 de noviembre de 1491 renunció)
- Maurice O'Brien † (13 de diciembre de 1491-? falleció)
- Thierry †
- Maurice O'Kaillyd, O.F.M. † (6 de noviembre de 1514-después de 1523 falleció)
- John O'Neylan, C.R.S.A. † (21 de noviembre de 1541-1572 falleció) (atravesó todo el período de la Reforma anglicana, por lo que debió adherir al anglicanismo y al catolicismo sucesivamente)
  - Sede vacante (1572-1647)[nota 2]
- Andrew Lynch † (11 de marzo de 1647-1673 falleció)
  - Sede vacante (1673-1722)
- William O'Daly † (7 de agosto de 1722-circa 1725 falleció)
- James Augustine O'Daly, O.S.A. † (27 de julio de 1726-20 de agosto de 1749 falleció)
  - Peter Kilkelly, O.P. † (12 de noviembre de 1750-29 de mayo de 1783 falleció) (administrador apostólico)[nota 3]
- Laurence Nihill, S.I. † (23 de diciembre de 1783-29 de junio de 1795 falleció)[nota 4]
  - Edward Dillon † (29 de junio de 1795 por sucesión-19 de noviembre de 1798 nombrado arzobispo de Tuam) (administrador apostólico)[nota 5][4]
  - p. Richard Luke Concanen, O.P. † (19 de noviembre de 1798-antes del 11 de diciembre de 1799 renunció) (no fue consagrado)[nota 6]
  - Nicholas Joseph Archdeacon † (31 de mayo de 1800-27 de noviembre de 1823 falleció) (administrador apostólico)[nota 7]
  - Edmond French, O.P. † (24 de agosto de 1824-14 de julio de 1852 falleció) (administrador apostólico)[nota 8]
  - Patrick Fallon † (28 de enero de 1853-31 de agosto de 1866 renunció[nota 9]) (administrador apostólico)[nota 10]
  - John MacEvilly † (31 de agosto de 1866-5 de junio de 1883 renunció) (administrador apostólico)[nota 11]

### Administración apostólica permanente
- Sede administrada por los obispos de Galway y Kilmacduagh desde el 5 de junio de 1883